# DEATH STRANDING 2: ON THE BEACH
『DEATH STRANDING 2: ON THE BEACH』（デス・ストランディング2 オン ザ ビーチ）は、コジマプロダクションが開発しソニー・インタラクティブエンタテインメント（SIE）より2025年6月26日に発売されたPlayStation 5用ゲームソフト。『DEATH STRANDING』の続編であり前作同様脚本・制作・ゲームデザイン・監督・プロデュースを小島秀夫が務める。コジマプロダクションが独立スタジオとして手がける2作目の作品であり、SIEとの2度目の共同プロジェクトでもある。

## 概要
本作には、前作から引き続き登場する主要キャラクターであるサム・ポーター・ブリッジズ、フラジャイル、ヒッグスが登場し、それぞれノーマン・リーダス、レア・セドゥ、トロイ・ベイカーが続投している。さらに、エル・ファニング、忽那汐里、ルカ・マリネッリ、アラスター・ダンカン、アリッサ・ユング、デブラ・ウィルソン、トミー・アール・ジェンキンスが出演しているほか、ジョージ・ミラー、ファティ・アキン、ギレルモ・デル・トロ、ニコラス・ウィンディング・レフンといった著名な映画監督たちも特別出演しており、後者2名は前作に引き続いての登場となる。
舞台は、前作の出来事から11か月後のメキシコとオーストラリアであり、あの世の存在によって荒廃したポストアポカリプスの世界が描かれている。プレイヤーはフリーランスの「サム・ポーター・ブリッジズ」を操作し、人類絶滅の危機を防ぐため、オーストラリア大陸を横断しながら孤立した生存者やシェルターを無線通信ネットワーク「カイラル通信」に接続していく遠征に出る。
小島は前作の開発中から続編の構想を進めていたが、前作の発売直後に新型コロナウイルス感染症のパンデミックが発生したことを受け、物語は世界的な影響を反映する形で一から書き直された。ストーリーの完成後、2022年初頭から本格的な開発がスタートした。2022年12月の「The Game Awards」にて正式発表された。発表時、小島が登壇した際には『マッドマックス 怒りのデス・ロード』のサウンドトラックが使用された。2024年2月に配信されたState of Playでは『マッドマックス』の監督であるジョージ・ミラーの出演が発表された。2025年6月26日にPlayStation 5向けに発売された。
発売後、本作はPlayStation StoreやMetacriticなどで高い評価を受けた。2025年6月には、日本および米国・カナダのPlayStation Storeにおけるダウンロードランキングで1位を記録した。

## ゲームプレイ
本作は、三人称視点のアクションアドベンチャーである。主な舞台はメキシコとオーストラリアで、いずれも広大なオープンワールドとして設計されており、プレイヤーは自由に探索することができる。
ゲームプレイの基本は、各地に点在するプレッパーズや生存者に荷物を届けることを中心に構成されている。プレイヤーは、サムの背中に積載した荷物の重心バランスを保ちながら、険しい地形を移動する必要がある。ゲーム序盤から乗り物を使用できるようになっており、これにより効率的に移動することが可能となる。乗り物は大幅なカスタマイズが可能で、たとえばバッテリーを増設して稼働時間を延ばしたり、防衛用のガントレットを取り付けたりすることができる。
ゲーム世界では、地震や砂嵐などの自然災害が発生し、地形が変化することでルートの見直しを迫られる場合もある。プレイヤーは破壊されたインフラの修復や、道路・橋の再建に関わることになる。最終的には孤立したコロニー同士を結ぶモノレールを建設し、大量の物資を迅速に運搬できるようになる。
本作では、戦闘要素が前作よりも強化されている。プレイヤーは敵との直接的な戦闘を選ぶこともできるが、ステルス戦術を駆使したり、あえて険しい地形を通ることで敵との遭遇自体を回避することも可能である。
サムは、敵の注意を引いたり逸らしたりするための多様なツールやガジェットを使用できる。また、本作には時間経過に伴うダイナミックな昼夜サイクルが存在し、敵の行動パターンにも影響を与える。
ゲームが進行するにつれて、「自動配達支援システム（Automated Porter Assistant System）」を通じて各種スキルの強化が可能となり、これが本作のスキルツリーとして機能する。また、プレイヤーが日常的な行動を積み重ねることで、サムの各能力が徐々に向上していく。たとえば、道なき道を進むことで悪路踏破力が上昇するようになっている。

## ストーリー

### あらすじ
本作の物語は、前作の結末から11か月後の世界を舞台としている。アメリカ都市連合（United Cities of America）はカイラル通信ネットワークによって完全に接続され、かつて配達業務を担っていた企業「BRIDGES」は役目を終え、現在では無人機による自動配達システム「APAS（Automated Porter Assistant System）」が荷物の配送を担っており、人間のポーターは職を失っている。
高濃度のカイラル物質を持つ地域では、「プレートゲート」と呼ばれる大陸間ポータルが各地に出現し始めており、特にメキシコとオーストラリアを結ぶゲートが代表的な例とされる。絶滅をもたらすデスストランディング現象は依然として進行中であり、Beached Things（BT）は以前よりも強力になっており、一部は視覚能力を獲得している。
また、「ゲートクエイク」や洪水など、カイラル濃度の上昇によって引き起こされる自然災害も頻発し、環境はさらに過酷なものとなっている。生存者たちは盗賊や武装テロリストの脅威にさらされており、オーストラリア大陸には「ゴーストメック」と呼ばれる敵対的な機械集団が多数出現している。
BRIDGESを離れたポーターのサム（ノーマン・リーダス）は、養子のルーと共にメキシコでひっそりと暮らしていた。ある日、フラジャイル（レア・セドゥ）が訪れ、新たに設立した企業「跳ね橋部隊」がメキシコへのカイラル通信ネットワーク拡張プロジェクトを請け負ったことを伝える。彼女は、かつてアメリカ本土で行ったように、メキシコ側に残されたBRIDGESのカイラル端末を再び起動してほしいとサムに依頼する。任務を果たせば、サムとルーのUCAによる恩赦が得られるという条件が提示された。
また、「プレートゲート」と呼ばれる、メキシコからオーストラリア大陸につながる謎のルートが出現した。サムはこれを通り、北米大陸から、今度はオーストラリア大陸まで繋ぐ旅に出ることになる。

## 開発とマーケティング
2020年3月、主人公サム・ポーター・ブリッジズを演じるノーマン・リーダスは、本作の脚本・監督・プロデュースおよび主なゲームデザインを担当した小島秀夫との継続的なコラボレーションの可能性を示唆した。 本作の開発は2022年5月に明らかになり、ノーマンがメディア「Leo Edit」のインタビューに応じてゲームへの関与について漏洩した事で判明した。これに対し、小島はTwitterに一連の写真を投稿し、ノーマンがゲームの存在を明かしたことを茶目っ気たっぷりに「罰している」様子を披露した。 その後10月、小島がSNSで複数のティザー映像を公開したのち、エル・ファニングがコジマプロダクションの新作ゲームに出演することが発表された。
小島秀夫は2022年のThe Game Awardsにて本作を発表した。彼は2020年以前にストーリーを書いていたが、新型コロナウイルス（COVID-19）が世界に与えた影響を反映した新たな物語の構想に取り組むため、物語を一から書き直す決断をしたと語っている。トレーラーでは、レア・セドゥとトロイ・ベイカーがフラジャイルとヒッグスの役を続投すること、エル・ファニングが未発表の役で出演することが確認された。また、忽那汐里のキャスト参加も発表された。キャラクターデザイナーの新川洋司や作曲家のルドヴィグ・フォルセルもそれぞれ続投することが明らかとなった。
2024年1月のPlayStation State of Playにて、小島秀夫は10分間のトレーラーでエル・ファニングが演じるトゥモロウや、ジョージ・ミラーがモデルのタールマン、ファティ・アキンがモデルのドールマン、新たなゲームプレイ情報を公開した。撮影およびモーションキャプチャーは2024年5月までに完了し、小島はゲームが「組み上げ段階」にあり、完了までに約1年を要すると述べた。
2025年3月10日に開催されたサウス・バイ・サウスウエストにて、本作の発売日がトレーラーとともに発表された。トレーラーでは、ルカ・マリネッリがニール役、アリッサ・ユングがルーシー役、アラスター・ダンカンがザ・プレジデント役、デブラ・ウィルソンがドクター役で新たに出演することが発表された。また、サウンドトラックの共同作曲者としてWoodkidが参加し、彼のオリジナル曲「To the Wilder」がトレーラーで使用されている。 2025年5月29日には、ホロライブプロダクションのバーチャルYouTuber、兎田ぺこらが「データサイエンティスト」としてカメオ出演することを発表した。

開発の中盤、小島はテストプレイヤーの反応が良すぎたことを受け、脚本をより賛否を呼ぶものにするために修正した。小島は共同作曲者のWoodkidに対して以下のように説明した：
「問題がある。正直に言うと、テストプレイの評判が良すぎた。皆が気に入ってしまっている。何かを変えなければならない。誰もがそれを好むということは、それは“主流”であり、“ありきたり”ということだ。私はそんなものは望んでいない。」「最初は理解されなくても、やがて好きになってもらえる物。そういう作品こそ、人の心に残るんだ。」
また小島は、「長く残るものは、新しい物であったり、拒絶反応を起こす要素が入っている。そういうものが20～30年経っても傑作と呼ばれる」とも語っており、作品に強い個性や挑戦性を持たせることの重要性を強調している。

現在のエンターテインメントの在り方について、「今のエンターテインメントは、10人中9人が喜ぶような“消化しやすい”作品を作る傾向にあるが、それではすぐに忘れ去られてしまう」と述べている。その上で、自身の目指す創作姿勢については「10人中4人が一生忘れられないほど熱狂的に好きになる作品を作りたい」と語っており、「その4人がやがて成長し、クリエイターになってくれれば」と期待を込めている。
2025年5月9日、本作の開発が完了し、ゴールドマスター承認を受けたことが発表された。同年6月8日には、Summer Game Fest後にロサンゼルスのオルフェウムシアターにてプレミアイベントが開催され、パネルディスカッションや実機ゲームプレイのデモ、Woodkidによるサウンドトラック・アルバムの発表が行われた。
本作は2025年6月26日にPlayStation 5向けに発売された。コレクターズエディションには、ゲーム内アイテムや実物アイテムが同梱されており、デジタルデラックスエディションを予約購入した場合には、ボーナスとなるデジタルアイテムや、正式発売の2日前からプレイ可能な先行アクセスが付属した。

### 音楽
サウンドトラックは、フランスのシンガーソングライターWoodkidと、スウェーデンの作曲家ルドヴィグ・フォルセルによって作曲された。フォルセルは前作の音楽を担当し、『メタルギアソリッドV』にも携わっていた。彼は前作よりも「はるかに叙情的でメロディアス」、より「人間味のある」音楽を目指して作曲した。
Woodkidは、前作で楽曲が頻繁に使用されたLow Roarのライアン・カラジヤの死去を受けて、本作のオリジナル楽曲制作を依頼された。彼はコジマプロダクションの東京スタジオで、ゲーム開発と並行して3年にわたり対面で楽曲制作を行った。Woodkidの多くの楽曲はプロシージャル（動的生成）で、ゲーム内でプレイヤーの行動に応じて変化する仕組みとなっている。

## 評価
| レビュー集積サイト | スコア        |
| ------------------ | ------------- |
| Metacritic         | 89/100        |
| OpenCritic         | 95% recommend |

| メディア              | スコア  |
| --------------------- | ------- |
| Digital Trends        | 4/5     |
| Eurogamer             | 4/5     |
| Famitsu               | 39/40   |
| Game Informer         | 8.75/10 |
| GameSpot              | 7/10    |
| GamesRadar+           | 4/5     |
| IGN                   | 9/10    |
| Push Square           | 10/10   |
| The Guardian          | 5/5     |
| Video Games Chronicle | 5/5     |
| VG247                 | 4/5     |
| VideoGamer.com        | 9/10    |

本作は、レビュー集積サイトMetacriticにおいて「概ね好評（generally favorable）」の評価を受けた。OpenCriticでは、95%のレビュアーが本作を推薦していると判定された。日本では、ファミ通の4人のレビュアーがそれぞれ10、10、10、9点を付け、合計39点（40点満点）を獲得している。
IGNのサイモン・カーディは本作について、「あらゆる面で完成度の高い作品」だと評し、「驚きと感動に満ちた創造的な旅であり、こうした大胆な作品こそが称賛されるべきだ」と述べた。

### 受賞歴
2023年のゴールデンジョイスティックアワードにて「最も期待されるゲーム（Most Wanted Game）」にノミネートされた。また、2024年のThe Game Awardsでも「最も期待されるゲーム（Most Anticipated Game）」にノミネートされた。